# NGC 6452
NGC 6452 هي مجرة تتبع كوكبة الجاثي. اكتشفها ألبرت مارث في 2 يوليو 1864.

## روابط خارجية
- NGC 6452 على موقع ويكي سكاي: DSS2, SDSS, GALEX, IRAS, Hydrogen α, X-Ray, Astrophoto, Sky Map, Articles and images